# Pouteria pierrei
Pouteria pierrei là một loài thực vật có hoa trong họ Hồng xiêm. Loài này được (A.Chev.) Baehni miêu tả khoa học đầu tiên năm 1942.